# Milano (Luca Carboni)
Milano è un singolo del cantautore italiano Luca Carboni, il quarto estratto dal dodicesimo album in studio Pop-up e pubblicato il 7 ottobre 2016.

## Il brano
Scritto da Carboni stesso insieme a Manuele Fusaroli e Marco Vincenzi (quest'ultimi autori anche delle musiche), il brano è dedicato ad una cugina che non c'è più e alla città in cui aveva pensato di vivere l'artista agli esordi della carriera.

## Video musicale
Il videoclip è stato diretto dai Trilathera (un duo di registi) ed è stato girato in gran parte a Frosinone presso il nuovo stadio e in parte nella vicina Alatri. Nel video compaiono molti personaggi di cui non si vedono i volti, occultati da televisori. Viene reso disponibile il 7 ottobre 2016 sul canale YouTube del profilo Vevo dell'artista
Il 30 novembre 2016 viene pubblicato il nuovo videoclip con immagine tratte dal Pop-up Tour 2016, sempre sul canale YouTube del profilo Vevo dell'artista.

## Formazione
- Luca Carboni – voce
- Tim Pierce – chitarra elettrica, chitarra acustica
- Alex Alessandroni Jr. – pianoforte, basso synth
- Christian "Noochie" Rigano – Fender Rhodes, sintetizzatore
- Michele Canova Iorfida – programmazione